# Атлетика на Летњим параолимпијским играма 2016 — 800 метара за мушкарце
Трка на 800 метара за мушкарце, била је једна од 29 дисциплина атлетског програма на Летњим параолимпијским играма 2016. у Рио де Жанеиру, Бразил. Такмичење је одржано од 13. до 17. септембра на Олимпијском стадиону Жоао Авеланж.

## Земље учеснице
Учествовало је 55 такмичара из 21 земље.
1. Алжир (1)
2. Аустралија (4)
3. Ирска (1)
4. Јапан (2)
5. Јужна Кореја (4)
6. Канада (5)
7. Кина (5)
8. Кувајт (1)
9. Немачка (1)
10. Никарагва (1)
11. Нови Зеланд (1)
12. Пољска (1)
13. САД (5)
14. Тајланд (5)
15. Тунис (3)
16. У.А.Емирати (2)
17. Уједињено Краљевство (6)
18. Финска (1)
19. Француска (3)
20. Холандија (1)
21. Швајцарска (2)

## Рекорди пре почетка такмичења
(стање 8. септембра 2016.)

### Класа Т34
| Рекорди пре почетка Параолимпијских игара 2016.     | Рекорди пре почетка Параолимпијских игара 2016. | Рекорди пре почетка Параолимпијских игара 2016. | Рекорди пре почетка Параолимпијских игара 2016. | Рекорди пре почетка Параолимпијских игара 2016. | Рекорди пре почетка Параолимпијских игара 2016. |
| --------------------------------------------------- | ----------------------------------------------- | ----------------------------------------------- | ----------------------------------------------- | ----------------------------------------------- | ----------------------------------------------- |
| Светски рекорд                                      | 1:40,21                                         | Валид Ктила                                     | Тунис                                           | Арбон, Швајцарска                               | 4. јун 2015.                                    |
| Параолимпијски рекорд                               | 1:55,90                                         | Дејвид Ларсон                                   | Сједињене Државе                                | Барселона, Шпанија                              | 10. септембар 1992.                             |
| Рекорди после завршених Параолимпијских игара 2016. |                                                 |                                                 |                                                 |                                                 |                                                 |
| Параолимпијски рекорд                               | 1:44,96                                         | Мохамед Алхамади                                | УАЕ                                             | Рио де Жанеиро, Бразил                          | 13. септембар 2016.                             |
| Параолимпијски рекорд                               | 1:40,24                                         | Мохамед Алхамади                                | УАЕ                                             | Рио де Жанеиро, Бразил                          | 14. септембар 2016.                             |

### Класа Т36
| Рекорди пре почетка Параолимпијских игара 2016.     | Рекорди пре почетка Параолимпијских игара 2016. | Рекорди пре почетка Параолимпијских игара 2016. | Рекорди пре почетка Параолимпијских игара 2016. | Рекорди пре почетка Параолимпијских игара 2016. | Рекорди пре почетка Параолимпијских игара 2016. |
| --------------------------------------------------- | ----------------------------------------------- | ----------------------------------------------- | ----------------------------------------------- | ----------------------------------------------- | ----------------------------------------------- |
| Светски рекорд                                      | 2:05,05                                         | Евгениј Швецов                                  | Русија                                          | Стадсканал, Холандија                           | 26. јун 2012.                                   |
| Параолимпијски рекорд                               | 2:05,32                                         | Евгениј Швецов                                  | Русија                                          | Лондон, Уједињено Краљевство                    | 6. септембар 2012.                              |
| Рекорди после завршених Параолимпијских игара 2016. |                                                 |                                                 |                                                 |                                                 |                                                 |
| Светски рекорд                                      | 2:02,39                                         | Џејмс Тарнер                                    | Аустралија                                      | Рио де Жанеиро, Бразил                          | 17. септембар 2016.                             |
| Параолимпијски рекорд                               | 2:02,39                                         | Џејмс Тарнер                                    | Аустралија                                      | Рио де Жанеиро, Бразил                          | 17. септембар 2016.                             |

### Класа Т53
| Рекорди пре почетка Параолимпијских игара 2016. | Рекорди пре почетка Параолимпијских игара 2016. | Рекорди пре почетка Параолимпијских игара 2016. | Рекорди пре почетка Параолимпијских игара 2016. | Рекорди пре почетка Параолимпијских игара 2016. | Рекорди пре почетка Параолимпијских игара 2016. |
| ----------------------------------------------- | ----------------------------------------------- | ----------------------------------------------- | ----------------------------------------------- | ----------------------------------------------- | ----------------------------------------------- |
| Светски рекорд                                  | 1:34,43                                         | Џошуа Џорџ                                      | Сједињене Државе                                | Арбон, Швајцарска                               | 4. јун 2015.                                    |
| Параолимпијски рекорд                           | 1:36,30                                         | Хуџао Ли                                        | Кина                                            | Пекинг, Кина                                    | 15. септембар 2008.                             |

### Класа Т54
| Рекорди пре почетка Параолимпијских игара 2016. | Рекорди пре почетка Параолимпијских игара 2016. | Рекорди пре почетка Параолимпијских игара 2016. | Рекорди пре почетка Параолимпијских игара 2016. | Рекорди пре почетка Параолимпијских игара 2016. | Рекорди пре почетка Параолимпијских игара 2016. |
| ----------------------------------------------- | ----------------------------------------------- | ----------------------------------------------- | ----------------------------------------------- | ----------------------------------------------- | ----------------------------------------------- |
| Светски рекорд                                  | 1:31,12                                         | Марсел Хуг                                      | Швајцарска                                      | Арбон, Швајцарска                               | 26. јун 2010.                                   |
| Параолимпијски рекорд                           | 1:32,45                                         | Чок Јасуока                                     | Јапан                                           | Атина, Грчка                                    | 25. септембар 2004.                             |

## Сатница
| Датум               | Време | Класа | Ниво          |
| ------------------- | ----- | ----- | ------------- |
| 13. септембар 2016. | 12:23 | Т34   | Квалификације |
| 14. септембар 2016. | 11:26 | Т53   | Квалификације |
| 14. септембар 2016. | 17:50 | Т34   | Финале        |
| 14. септембар 2016. | 18:59 | Т54   | Квалификације |
| 15. септембар 2016. | 12:02 | Т54   | Финале        |
| 15. септембар 2016. | 19:01 | Т53   | Финале        |
| 17. септембар 2016. | 19:23 | Т36   | Финале        |

Сва времена су по локалном времену (UTC+3)

## Освајачи медаља
|                                              |                                  |                               |
| Класа Т34                                    |                                  |                               |
| Мохамед Алхамади · Уједињени Арапски Емирати | Валид Ктила · Тунис              | Rheed McCracken · Аустралија  |
| Класа Т36                                    |                                  |                               |
| Џејмс Тарнер · Аустралија                    | Пол Блејк · Уједињено Краљевство | Вилијам Стедман · Нови Зеланд |
| Класа Т53                                    |                                  |                               |
| Pongsakorn Paeyo · Тајланд                   | Пјер Фербанк · Француска         | Брент Лакатос · Канада        |
| Класа Т54                                    |                                  |                               |
| Марсел Хуг · Швајцарска                      | Saichon Konjen · Тајланд         | Gyu Dae Kim · Јужна Кореја    |

## Резултати

### Финале

#### Класа Т34
Такмичење је одржано 14.9.2016. годину у 17:50,
| Пласман | Атлетичар        | Земља                     | Класа | Резултат | Белешка  |
| ------- | ---------------- | ------------------------- | ----- | -------- | -------- |
|         | Мохамед Алхамади | Уједињени Арапски Емирати | Т34   | 1:40,24  | ПР, РР   |
|         | Валид Ктила      | Тунис                     | Т34   | 1:40,31  | ЛРС      |
|         | Rheed McCracken  | Аустралија                | Т34   | 1:41,25  | РР, ЛР   |
| 4.      | Хенри Мани       | Финска                    | Т34   | 1:41,92  | РР, ЛР   |
| 5.      | Исак Товерс      | Уједињено Краљевство      | Т34   | 1:43,45  | ЛР       |
| 6.      | Остин Пруит      | САД                       | Т34   | 1:45,55  |          |
| 7.      | Бојан Митић      | Швајцарска                | Т34   | 1:50,74  |          |
| 8.      | Остин Сминк      | Канада                    | Т34   | Диск.    | чл. 18.5 |

#### Класа Т36
Такмичење је одржано 17.9.2016. годину у 19:23.
| Пласман | Атлетичар                       | Земља                | Класа | ЛР      | ЛРС     | Резултат | Белешка    |
| ------- | ------------------------------- | -------------------- | ----- | ------- | ------- | -------- | ---------- |
|         | Џејмс Тарнер                    | Аустралија           | Т36   | 2:08,01 | 2:08,01 | 2:02,39  | СР, ПР, ЛР |
|         | Пол Блејк                       | Уједињено Краљевство | Т36   | 2:06,10 | 2:07,00 | 2:09,65  |            |
|         | Вилијам Стедман                 | Нови Зеланд          | Т36   | 2:12,27 | 2:12,27 | 2:11,98  | ЛР         |
| 4.      | Сид Али Боузоурине              | Алжир                | Т36   | 2:13,90 | 2:13,90 | 2:15,03  |            |
| 5.      | Габријел де Хесус Куадра Холман | Никарагва            | Т36   | 2:18,39 | 2:25,35 | 2:16,21  | РР, ЛР     |
| 6.      | Кжиштоф Ћиукша                  | Пољска               | Т36   | 2:17,62 | 2:17,62 | 2:16,90  | ЛР         |

#### Класа Т53
Такмичење је одржано 15.9.2016. годину у 19:01.
| Пласман | Атлетичар        | Земља        | Класа | Резултат | Белешка |
| ------- | ---------------- | ------------ | ----- | -------- | ------- |
|         | Pongsakorn Paeyo | Тајланд      | Т53   | 1:40,78  |         |
|         | Пјер Фербанк     | Француска    | Т53   | 1:40,97  |         |
|         | Брент Лакатос    | Канада       | Т53   | 1:41,09  |         |
| 4.      | Брајан Симан     | САД          | Т53   | 1:41,11  |         |
| 5.      | Џошуа Џорџ       | САД          | Т53   | 1:41,23  |         |
| 6.      | Хуџао Ли         | Кина         | Т53   | 1:41,91  |         |
| 7.      | Донг Хо Јунг     | Јужна Кореја | Т53   | 1:42,89  |         |
| 8.      | Хамад Аладвани   | Кувајт       | Т53   | 1:50,62  |         |

#### Класа Т54
Финале је одржано 15.9.2016. годину у 12:02.,,
| Пласман | Атлетичар      | Земља                | Класа | Резултат | Белешка  |
| ------- | -------------- | -------------------- | ----- | -------- | -------- |
|         | Марсел Хуг     | Швајцарска           | Т54   | 1:33,76  | ЛРС      |
|         | Saichon Konjen | Тајланд              | Т54   | 1:34,74  | ЛРС      |
|         | Gyu Dae Kim    | Јужна Кореја         | Т54   | 1:34,98  | ЛР       |
| 4.      | Ченгминг Љу    | Кина                 | Т54   | 1:35,03  | ЛР       |
| 5.      | Јанг Љу        | Кина                 | Т54   | 1:35.18  | ЛР       |
| 6.      | Дејвид Вир     | Уједињено Краљевство | Т54   | 1:35,20  |          |
| 7.      | Кени ван Вегел | Холандија            | Т54   | 1:36,01  | ЛРС      |
|         | Јасин Гарби    | Тунис                | Т54   | Диск.    | чл. 18.5 |